# Grand View (Idaho)
Pour les articles homonymes, voir Grandview.
Grand View est une ville américaine située dans le comté d'Owyhee en Idaho.

## Démographie
| 1980 | 1990 | 2000 | 2010 | - | - |
| ---- | ---- | ---- | ---- | - | - |
| 366  | 330  | 470  | 452  | - | - |

Selon le recensement de 2010, Grand View compte 452 habitants. La municipalité s'étend sur 0,60 mille carré (1,55 km2), dont 0,57 mille carré (1,48 km2) de terres.